# Chakaliasz
Chakaliasz (hebr. חֲכַלְיָה kogo Jahwe oświeca) – postać biblijna ze Starego Testamentu, ojciec Nehemiasza.
Jest wymieniony dwukrotnie w Księdze Nehemiasza (Ne 1:1) i (Ne 10:1). Poza tym, że był ojcem Nehemiasza nic o nim nie wiemy.